# SOLAR-C
SOLAR-C（ソーラー シー）は宇宙航空研究開発機構宇宙科学研究所 (ISAS/JAXA) と自然科学研究機構国立天文台 (NAOJ) が中心とするSOLAR-Cワーキンググループが検討している大型太陽観測衛星。欧州宇宙機関 (ESA) との国際協力ミッションとして2020年代の打ち上げを目指していたが、ESAのミッションとして採択されず頓挫した。その後、ミッションの目的や規模が見直しされ、2019年現在、機能を絞った小型衛星Solar-C_EUVSTを2020年代半ばに打ち上げることを目標に検討を進めており、大型衛星は2030年代の打ち上げを目指している。

## 概要
SOLAR-Cはひのとり (ASTRO-A)、ようこう (SOLAR-A)、ひので (SOLAR-B) に続く日本の太陽観測機として検討が始められた。
2007年度に次期太陽観測衛星検討ワーキンググループが設立され、2つのプランの検討が進められた。プランAはμ20イオンエンジンを使用して黄道面から離れ、可視光及びX線によって日震学的観点から前人未踏の太陽極域観測を行い太陽の内部構造を解析するというものであり、プランBは地球周回太陽同期軌道から、ひので以上の分解能を持つ望遠鏡を用いて、可視光及び紫外線による詳細な太陽観測を行い、光球・彩層・コロナの物理過程を解析するというものである。惑星間空間における観測となるプランAが選定された場合にはJAXA月・惑星探査プログラムグループ (JSPEC) が開発に協力することとなっていた。どちらの案においても、アメリカ航空宇宙局 (NASA) やヨーロッパ宇宙機関 (ESA) が計画中の太陽観測機と連携することで、2020年代前半の太陽活動極大期において大きな成果を挙げることが可能となるよう計画されていた。2011年3月、SOLAR-CワーキンググループはプランBをSOLAR-Cとして選定した。サイエンスへの国際的な評価も高かったプランAは、将来のSOLAR-Dとしての実現を目指して検討を継続することとなった。
2015年初めにJAXAの戦略的中型計画とESAのCosmic Vision Medium 4号機にミッション提案を同時に提出。2015年5月、宇宙理学委員会による戦略的中型計画2号機の1次選定は1位で通過したものの、ESAでは不採択となった。また、JAXAのミッション定義審査も通過できずWGに差し戻され、ミッション全体の見直しを余儀なくされた。

## 搭載機器
2015年に戦略的中型計画に提出された段階では、以下の観測機器を搭載する予定であった。
光学磁場診断望遠鏡(Solar UV-Visible-IR Telescope, SUVIT)
太陽観測用の宇宙望遠鏡としては世界最大級となる口径1.4メートル級の大型光学望遠鏡。高解像度とともに、高集光力による高精度磁場診断を実現し、高精度の光球・彩層磁場観測を行う。
紫外線高感度分光望遠鏡(EUV/FUV High Throughput Spectroscopic Telescope, EUVST)
彩層・遷移層からコロナ・フレアプラズマまでの多様なプラズマが発する極端紫外域から遠紫外域の輝線を分光観測し、温度・密度・速度といったプラズマ診断情報を２次元マップ(撮像)として取得する分光望遠鏡。
コロナ撮像観測システム(High Resolution Coronal Imager, HCI)
旧称XIT。遷移層からコロナを対象として、高空間分解能(0.3"以下)の撮像を行う。